# Belba crassisetosa
Belba crassisetosa är en kvalsterart som beskrevs av Bayartogtokh 2000. Belba crassisetosa ingår i släktet Belba och familjen Damaeidae. Inga underarter finns listade.